# Hurra, hurra, der Pumuckl ist da
Hurra, hurra, der Pumuckl ist da ist ein Film- und Kinderlied aus der TV-Serie Meister Eder und sein Pumuckl und dem gleichnamigen Kinofilm. Es wurde 1979 von Fritz Muschler und anderen komponiert.

## Beschreibung
Das Pumuckl-Lied wurde 1979 für die Verfilmung von Ellis Kauts Pumuckl-Hörspielen durch den bayerischen Komponisten Fritz Muschler unter der Mitwirkung von Howard Carpendale, Joachim Horn-Bernges und Ulrich König komponiert und getextet sowie von Muschler, der die gesamte Pumuckl-Filmmusik schrieb, arrangiert. Es wurde von der Accord Edition Musikverlag GmbH verlegt. Für den Film und die TV-Serie wurde es von Hans Clarin als Pumuckl-Stimme aufgenommen. Es ist in zahlreichen Kinderliederbüchern und -notenheften enthalten.

## Aufnahmen
Neben der Originalversion mit Hans Clarin – veröffentlicht 1982 auch auf der Single-Platte (EMI Electrola – 1C 006-46 591) – existieren einige weitere Aufnahmen, etwa mit Roland Kaiser, dem Kinderchor Sonnenkehle unter der Leitung von Gudrun Fischer oder mit Christian Pommnitz.
Das Lied existiert neben der deutschen Originalversion in einigen Fremdsprachen, in die der Film oder die TV-Serie übersetzt wurde, z. B. auf Ungarisch (Pumukli), Dänisch (Mester Egekær og hans Pilfinger) und Hebräisch.
Der Song Nie wieder Kunst der Gruppe Erste Allgemeine Verunsicherung beginnt mit einer Persiflage des Songs mit derselben Melodie und verändertem Text.